# اننت بور
اننت بور رمزها «AN» (بالإنجليزية: Anantapur)‏، هو تقسيم إداري لدولة الهند تتبع ولاية أندرا برديش (بالإنجليزية: Andhra  Pradesh)‏، مركزها هو مدينة اننت بور (بالإنجليزية: Anantapur)‏ عدد سكانها حسب تعداد سنة 2001 هو 3,639,304، مساحتها 19,130 كم² وكثافة السكان 190 لكل كم².